# گلگتا (فیلم ۱۹۳۵)
گلگتا (فرانسوی: Golgotha‎) فیلمی به کارگردانی ژولین دوویویه است که در سال ۱۹۳۵ منتشر شد. از بازیگران آن می‌توان به ژان گابن، هری باور و ژرژ سایار اشاره کرد.